# Jules Célestin Jamin
Jules Célestin Jamin, född den 30 maj 1818 i Termes, död den 12 februari 1886 i Paris, var en fransk fysiker. Han var svärfar till Henri Becquerel.
Jamin blev 1852 lärare i fysik vid École polytechnique och 1863 även professor i fysik vid Sorbonne. Han valdes in 1868 i Franska vetenskapsakademien och var från 1884 dess sekreterare. Jamin var en synnerligen framstående experimentalfysiker och förde vetenskapen framåt särskilt genom sina optiska undersökningar. Han var vidare författare till den även vid svenska universitet mycket använda klassiska läroboken Cours de physique de l'école polytechnique (1858-61; 4:e upplagan, utgiven tillsammans med Edmond Bouty, 4 band 1885-91 och 3 supplementband 1896-1906). Hans namn tillhör de 72 som är ingraverade på Eiffeltornet.